# Вступ до арифметики
«Вступ до арифметики» (грец. Ἀριθμητικὴ εἰσαγωγή), у джерелах часто скорочено «Арифметика» — праця Нікомаха з Гераси (II століття) про різні види чисел, їхні властивості та відношення. Поряд із «Началами» Евкліда один із найпопулярніших у пізньоантичній та середньовічній Європі підручників арифметики
Складається з двох частин, з 23-х та 29-и розділів відповідно:
- у першій частині автор займався визначенням числа та розглядом різних видів чисел (парних, непарних, простих, складених, взаємно простих, досконалих, надлишкових та недостатніх);
- у другій частині — вченням про фігурні числа і пов'язаним з ним вченням про пропорції. Говорячи про кратні числа, числа, що містять у собі дане число і деяку його частину, автор користувався для пояснення таблицею множення, яка тепер відома під назвою «піфагорової».[2]

Вплив містицизму, що становив характеристичну межу неопіфагорійської школи, виявилося й у постійному вживанні трактаті трійних підрозділів. Твір було перекладено латинською та арабською мовами. Безліч коментарів та переробок арифметики Нікомаха з'являлося в літературах: грецькій, римській, арабській та середньовічній західноєвропейській. Перше друковане видання вийшло Парижі в 1538 году.
Твір містить як філософську прозу, так і основні математичні ідеї. Нікомах досить часто посилається на Платона і пише, що філософія можлива лише за умови достатнього знання математики. Нікомах також описує, як натуральні числа та основні математичні ідеї вічні й незмінні в абстрактній сфері. Він складається з двох книг, відповідно двадцяти трьох і двадцяти дев'яти розділів.
Хоча йому передували вавилоняни та китайці, Нікомах надав одну з найдавніших греко-римських таблиць множення, тоді як найстаріша існуюча грецька таблиця множення знайдена на восковій табличці, датованій 1 століттям нашої ери (нині знаходиться в Британський музей).